# Johann Strauss (tatăl)
Johann Strauss (tatăl) (n. 14 martie 1804, Viena - d. 25 septembrie 1849, Viena; germană: Johann Baptist Strauß, Johann Strauss (Vater); cunoscut și ca Johann Baptist Strauss, Johann Strauss Sr., Johann Strauss I) a fost un compozitor romantic austriac, faimos pentru valsurile sale și popularizarea acestora alături de Joseph Lanner, așezând astfel fundațiile pentru ca fiii lui să continue dinastia sa muzicală. Cea mai cunoscută piesă a sa este probabil Marșul lui Radetzky (numit astfel după Josef Radetzky), în timp ce valsul cel mai renumit este probabil Lorelei Rheinklänge, op. 154.

## Viața și opera
Johann Strauss a fost tatăl lui Johann Strauss (fiul), Josef Strauss și Eduard Strauss, care a avut un fiu numit Johann Strauss al III-lea, născut în 1866. A avut de asemenea și două fiice, Anna, care s-a născut în 1829, și Tereza, care s-a născut în 1831. Cel mai tânăr fiu al său, Ferdinand, care s-a născut în 1834, a trăit numai zece luni. Părinții lui Strauss, Franz Borgias Strauss (10 octombrie 1764 – 5 aprilie 1816) și Barbara Dollmann (3 decembrie 1770 – 28 august 1811), erau hangii (Zum heiligen Florian). Strauss avea un bunic evreu, Johann Michael Strauss (1720–1800), care s-a convertit la catolicism.
Tragedia i-a lovit familia atunci când mama sa a murit pe când el avea șapte ani din cauza frisoanelor. Atunci când avea 12 ani, tatăl său, Franz Borgias Strauss, a fost descoperit înecat, posibil prin sinucidere, în Dunăre. Tutorele său, croitorul Anton Müller, l-a dat ca ucenic la legătorul de cărți Johann Lichtscheidl. Strauss a luat lecții de vioară și violă pe lângă faptul că și-a terminat ucenicia. Contrar unei povești spuse mai târziu de fiul său, Johann jun., nu a fugit niciodată de ucenicia de legător de cărți și de fapt a terminat-o cu succes în 1822. A studiat de asemenea muzica cu Johann Polischansky în timpul uceniciei sale, iar în cele din urmă a reușit să-și asigure un loc într-o orchestră locală a lui Michael Pamer, pe care a părăsit-o eventual pentru a se alătura unui popular cvartet de coarde cunoscut drept Cvartetul Lanner, format din viitorul său rival Joseph Lanner și frații Drahanek, Karl și Johann. Acest cvartet de coarde care interpreta valsuri vieneze și dansuri germane rustice s-a extins într-o mică orchestră de coarde în 1824.
Mai târziu, el a devenit dirijor-adjunct al orchestrei pentru a-l ajuta pe Lanner cu organizarea concertelor după ce aceasta a devenit atât de populară în timpul Fasching-ului din 1824, iar Strauss a fost curând plasat la conducerea unei a doua orchestre mai mici, care s-au format ca urmare a succesului orchestrei-mame. În 1825, el a decis să-și formeze propria trupă și a început să compună muzică (în special muzică de dans) pentru a o interpreta după ce și-a dat seama că era posibil de asemenea să emuleze succesul lui Lanner, pe lângă faptul de a pune capăt dificultăților sale financiare. Făcând acest lucru, Lanner i-ar fi devenit un rival crâncen, deși rivalitatea nu a dus la consecințe ostile, deoarece competiția muzicală era foarte productivă pentru dezvoltarea valsului, precum și a celorlalte tipuri de muzică de dans din Viena. Curând a devenit unul dintre cei mai cunoscuți și iubiți compozitori de dans din Viena, pornind într-un turneu cu orchestra sa în Germania, Olanda, Belgia, Anglia și Scoția. Frâurile dirijoratului și administrarea acestei „Orchestre Strauss” vor fi transmise în cele din urmă fiilor săi până la desființarea acesteia de către Eduard Strauss în 1901.

## Compoziții

### Valsuri
- Täuberln-Walzer op. 1 (1826)
- Döblinger Reunion-Walzer op. 2 (1826)
- Wiener Carneval op. 3 (1827)
- Kettenbrücken-Walzer op. 4 (1827)
- Gesellschaftwalzer op. 5 (1827)
- Wiener-Launen-Walzer op. 6 (1817)
- Charmant-Walzer op. 31 (1829)
- Benifice-Walzer op. 33 (1830)
- Gute Meinung für die Tanzlust op. 34 (1830)
- Tivoli-Rutsch Walzer op. 39 (1830)
- Vive la Danse! op. 47 (1831)
- Heiter auch in ernster Zeit op. 48 (1831)
- Das Leben ein Tanz oder Der Tanz ein Leben! op. 49 (1832)
- Bajaderen Walzer op. 53
- Mein schönster Tag in Baden op. 58 (1835)
- Gabrielen-Walzer op. 68
- Elisabethen-Walzer op. 71
- Rosa-Walzer op. 76 (1836)
- Zweyte Walzer-Guirlande op. 77 (1835)
- Huldigungs-Walzer op. 80 (1836)
- Philomelen-Walzer op. 82 (1835)
- Brüssler Spitzen op. 95 (1837)
- Ball-Racketen op. 96 (1837)
- Paris-Walzer op. 101 (1838)
- Freuden-Grüsse op. 105 (1839)
- Wiener Gemüths-Walzer op. 116 (1840)
- Cäcilien-Walzer op. 120 (1839)
- Apollo-Walzer op. 128 (1839)
- Adelaiden-Walzer op. 129 (1841)
- Egerien-Walzer op. 134 (1842)
- Loreley-Rhein-Klänge op. 154 (1843)
- Geheimnis aus der Wiener-Tanzwelt op. 176 (1845)
- Herztöne-Walzer op. 203
- Helenen-Walzer op. 204 (1848)
- Landesfarben-Walzer op. 232
- Die Friedensboten op. 241

### Marșuri
- Radetzky-Marsch op. 228 (1848)
- Jelačić-Marsch op. 244

### Cadrile
- Jubel-Quadrille op. 130
- Louisen-Quadrille op. 234

### Polci
- Seufzer-Galopp op. 9
- Chinesischer-Galopp op. 20
- Einzugs-Galopp op. 35
- Sperl-Galopp op. 42
- Fortuna-Galopp op. 69
- Reise-Galopp op. 85
- Ballnacht-Galopp op. 86
- Jugendfeuer-Galopp op. 90
- Cachucha-Galopp op. 97
- Indianer-Galopp op. 111
- Sperl-Polka op. 133
- Beliebte Annen-Polka op. 137
- Salon-Polka op. 161
- Eisele und Beisele Sprünge op. 202
- Kathinka-Polka op. 218
- Wiener Kreuzer-Polka op. 220
- Piefke und Pufke Polka op. 235
- Alice-Polka op. 238
- Damen-Souvenir-Polka op. 236
- Exeter Polka op. 249